# 不動産賃貸業
不動産賃貸業（ふどうさんちんたいぎょう）とは、自らが貸主となり、土地や建物などの不動産を賃貸して、賃料を得る事業。一般的に貸主のことを地主や大家などと呼ぶことが多い。不動産管理業と同様に、不動産賃貸業のみを営む場合には、宅地建物取引業法の免許は必要とならないが、国土交通省、任意の「賃貸住宅管理業者登録制度」がある。なお、不動産を自ら賃貸するのではなく、入居者の斡旋等を行う事業は不動産流通業に分類される。

## 業務分類

### 不動産賃貸業（貸家業、貸間業を除く）
- 土地賃貸業　…　主として土地を賃貸する事業。
- 貸事務所業　…　主としてオフィスビル、商業施設などを賃貸する事業。

### 貸家業・貸間業
- 貸家業　…　主として住宅（店舗併用住宅を含む）を賃貸する事業（分譲マンションの1室を賃貸する場合、貸室業）。
- 貸間業　…　専用または共用の炊事用排水設備がなく独立して家庭生活を営むことができないような居室を賃貸する事業。

### 駐車場業
- 駐車場業　…　主として自動車の駐車のための場所を賃貸する事業。

## 構成比・事業規模
不動産賃貸業は、不動産業のなかで最も多く、事業所数で約7割を占める。ただし、一事業所当りの平均従業者数が最も少ないため、従業員数での構成比では約5割となる。
|              |                        | 一事業所当たり 平均従業者数 | 事業所数 | 構成比 | 構成比 | 従業員数    | 構成比 | 構成比 |
| ------------ | ---------------------- | --------------------------- | -------- | ------ | ------ | ----------- | ------ | ------ |
| 不動産取引業 | 建物売買業・土地売買業 | 7.5人                       | 18,018   | 5.6%   | 20.3%  | 135,408人   | 13.2%  | 32.6%  |
| 不動産取引業 | 不動産代理業・仲介業   | 4.3人                       | 46,987   | 14.7%  | 20.3%  | 200,580人   | 19.5%  | 32.6%  |
| 不動産賃貸業 | 土地賃貸業・貸事務所業 | 4.1人                       | 48,726   | 13.6%  | 70.9%  | 178,734人   | 17.4%  | 49.4%  |
| 不動産賃貸業 | 貸家業・貸間業         | 1.7人                       | 147,331  | 46.0%  | 70.9%  | 254,340人   | 24.7%  | 49.4%  |
| 不動産賃貸業 | 駐車場業               | 2.1人                       | 36,099   | 11.3%  | 70.9%  | 74,940人    | 7.3%   | 49.4%  |
| 不動産管理業 | 不動産管理業           | 6.6人                       | 28,313   | 8.8%   | 8.8%   | 185,465人   | 18.0%  | 18.0%  |
| 不動産業全体 | 不動産業全体           | 3.2人                       | 320,474  | 100.0% | 100.0% | 1,029,467人 | 100.0% | 100.0% |

※資料 : 総務省「事業所・企業統計調査報告」(平成18年)より。国・地方公共団体を除く。